# Аделин
Аделин (пољ. Adelin) је село у Пољској које се налази у војводству Мазовском у повјату Вишковском у општини Забрође.
Од 1975. до 1998. године ово насеље се налазило у Остролецком војводству.